# PGC 1383540
LEDA/PGC 1383540 ist eine Galaxie im Sternbild Bärenhüter am Nordsternhimmel. Sie ist schätzungsweise 323 Millionen Lichtjahre von der Milchstraße entfernt.
Im selben Himmelsareal befinden sich u. a. die Galaxien NGC 5531, NGC 5532, PGC 1384516, PGC 3091164.